# Lygodactylus pauliani
Espèce
Statut de conservation UICN

 DD  : Données insuffisantes
Lygodactylus pauliani est une espèce de geckos de la famille des Gekkonidae.

## Répartition
Cette espèce est endémique du Sud-Est de Madagascar.

## Étymologie
Cette espèce est nommée en l'honneur de Renaud Paulian.

## Publication originale
- Pasteur &  Blanc, 1991 : Un lézard parthénogénétique à Madagascar? Description de Lygodactylus pauliani sp. no. (Reptilia, Gekkonidae). Bulletin du Muséum National d’Histoire Naturelle, Paris, vol. 13, no 1/2, p. 209-215.